# ليس في عقر داري

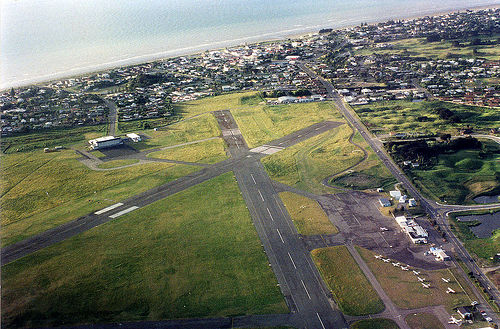
يعد المطار مثالاً على تطور يمكن أن يسبب رد فعل سلبية من قِبل السكان: فبالرغم من أن السكان المحليين قد يستفيدون من روابط النقل المحسنة والوظائف الجديدة من خلال المطار، إلا أنهم قد يعارضونه بسبب الضوضاء والتلوث وحركات المرور التي سيولدها.

ليس في عقر داري (بالإنجليزية: not in my back yard، واختصارًا NIMBY)، أو نيمبي (اختصارًا للعبارة المُترجمة سالفة الذكر)، هو تعبير يدل على معارضة السكان المحليين للتطور المقترح في منطقتهم المحلية. وهو يحمل دلالة على أن هؤلاء السكان يعارضون التطوير فقط لأنه قريب منهم وأنهم سيتحملونه أو يدعمونه إذا تم بناؤه على مسافة أبعد. في بعض الحالات، يمكن التغلب على معارضة نيمبي من خلال عملية مفتوحة وذات آثار خفيفة. غالبًا ما يطلق على السكان الذين يعترضون اسم نيمبيس (بالإنجليزية: Nimbys)، ووجهة نظرهم تسمى نيمبيسيم (بالإنجليزية: Nimbyism).
تشمل الأمثلة على المشاريع التي من المحتمل أن يتم معارضتها أي نوع من تطوير الإسكان، مثل البنية التحتية للدراجات والمشاة، وناطحات السحاب، وملاجئ المشردين، وآبار النفط، والمصانع الكيماوية، والمجمعات الصناعية، والقواعد العسكرية، والتصديع المائي، وتوربينات الرياح، ومحطات تحلية المياه، ومواقع دفن النفايات، والمحارق، ومحطات توليد الطاقة، والمحاجر، والسجون، والحانات، ونوادي التعري، وأماكن الحفلات الموسيقية، وتجار الأسلحة النارية، وأبراج الهاتف المحمول، وأبراج الكهرباء، وعيادات الإجهاض، ودار الأيتام، ودور التمريض، ومساكن العازبين، والملاعب الرياضية، ومراكز التسوق، والسكك الحديدية، والطرق، والمطارات، والموانئ، ومستودعات النفايات النووية، وتخزين أسلحة الدمار الشامل، ومستوصفات القنب، ومحلات القنب الترفيهية وأماكن إقامة الأشخاص المتقدمين للحصول على اللجوء واللاجئين والنازحين.
قد يتم تطبيق مفهوم النيمبي أيضًا على الأشخاص الذين يدافعون عن اقتراح (على سبيل المثال، تخفيضات الميزانية، زيادة الضرائب، تسريح العمال، الهجرة أو الحفاظ على الطاقة) ولكنهم يعارضون تنفيذه بطريقة قد تؤثر على حياتهم أو تتطلب أي تضحية من جانبهم.

ظهر التعبير لأول مرة في مقالة بصحيفة من فرجينيا في يونيو 1980، مُوضحًا المعنى وأصل التعبير: 